# Złoty Potok (Janów)
Złoty Potok ist eine Ortschaft mit einem Schulzenamt der Landgemeinde Janów im Powiat Częstochowski der Woiwodschaft Schlesien in Polen.

## Geschichte

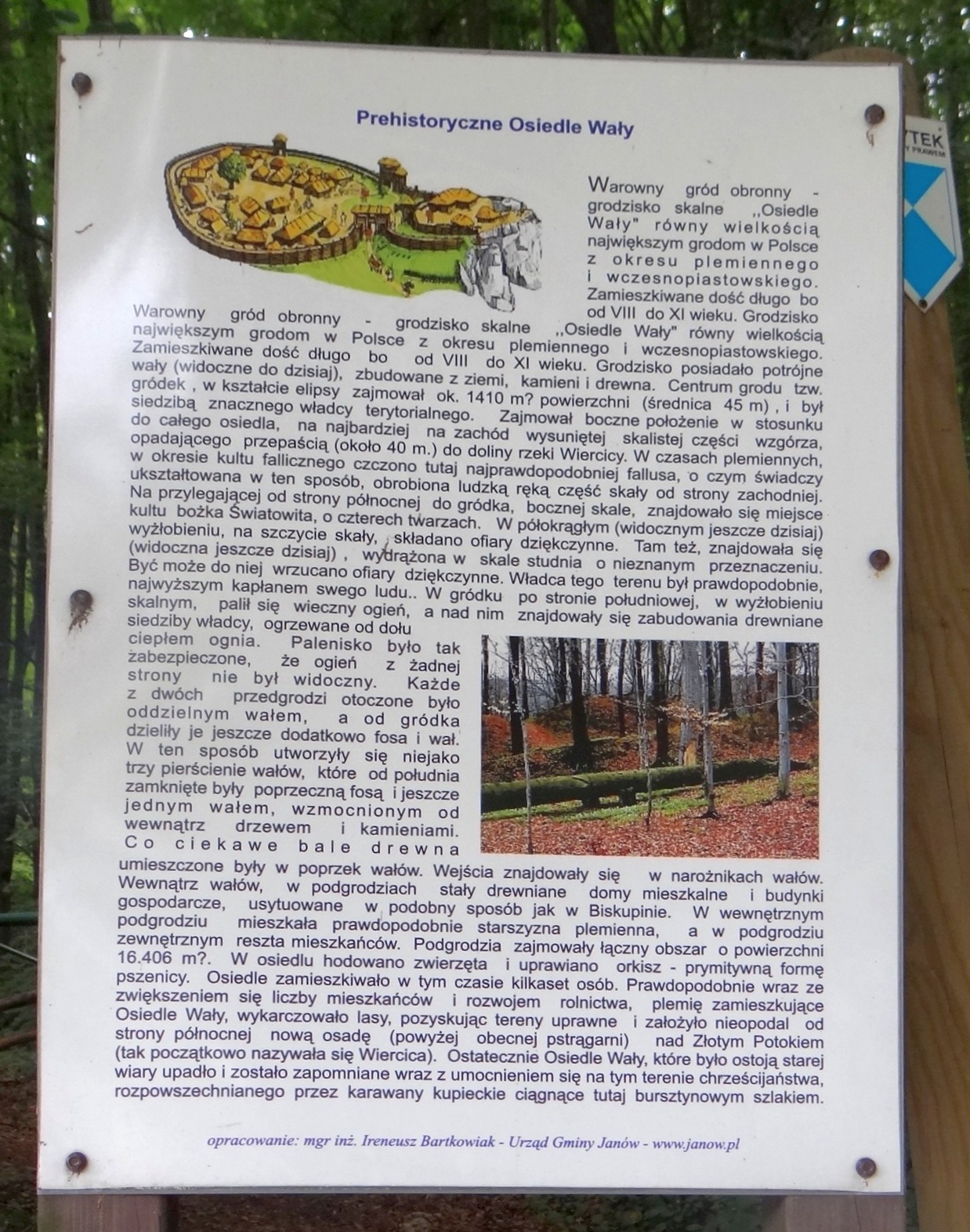
Wallburg

Im 8./9. Jahrhundert befand sich südlich des Dorfs ein Slawischer Burgwall.
Die Pfarrei Potok wurde im Peterspfennigregister des Jahres 1326 im Dekanat Irządze (Idzrandza) des Bistums Krakau gelistet. Der Name Potok bedeutet wörtlich Bach, das Adjektiv Złoty (Goldener) wurde im 19. Jahrhundert hinzugefügt und bezeichnet die Farbe des Wassers im Bach oder des Bodens.
Politisch gehörte der Ort zum Königreich Polen (ab 1569 in der Adelsrepublik Polen-Litauen), Woiwodschaft Krakau, Kreis Lelów. In der Zeit der Reformation war die Pfarrkirche in kalvinistischen Händen. Im späten 17. Jahrhundert wurde die Privatstadt und später ein Schtetl Janów gegründet, deren christliche Bevölkerung noch Jahrhunderte der Pfarrei in Złoty Płotok unterstand.
Im Zuge der Dritten polnischen Teilung kam sie 1795 an Preußen als Teil von Neuschlesien. 1807 kam sie ins Herzogtum Warschau und 1815 ins neu entstandene, russisch beherrschte Kongresspolen. In der zweiten Hälfte des 19. Jahrhunderts wurde der Gutshof von der Familie Raczyński zu einem Schloss ausgebaut.
Nach dem Ende des Ersten Weltkriegs kam Złoty Potok zu Polen, Woiwodschaft Kielce. In der Zeit der deutschen Besetzung Polens im Zweiten Weltkrieg befand sich der Ort im Generalgouvernement.

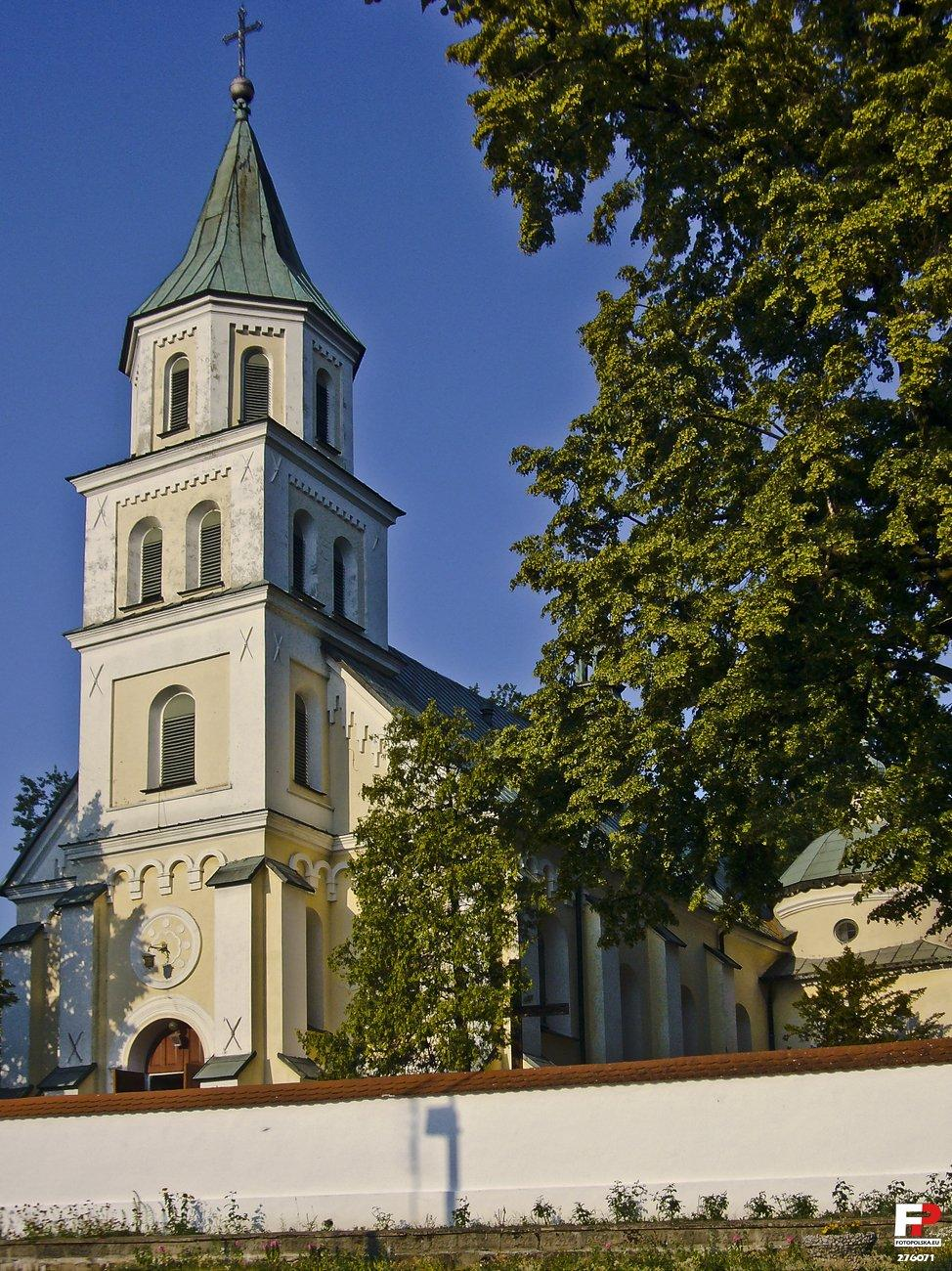
Ortskirche

Von 1975 bis 1998 gehörte Janów zur Woiwodschaft Częstochowa.